# Wunderer (Epos)
Die Sage vom Wunderer ist eine vermutlich aus dem 13. Jahrhundert stammende Dichtung aus dem Umkreis der aventiurehaften Dietrichepik. Sie erzählt, wie eine wunderschöne Königstochter am Hofe König Etzels erscheint und um Hilfe gegen den wilden Wunderer bittet, der sie mit einer Hundemeute seit drei Jahren verfolgt und fressen will. Der Wunderer dringt mit seiner Hundemeute in die Etzelburg ein. Er erklärt, er sei ein Königssohn, das Mädchen sei ihm von ihrem Vater versprochen, doch sie verschmähe ihn. Darum wolle er sie lieber fressen, als sie anderen zu überlassen. Dietrich von Bern, der sich am Hofe Etzels aufhält und erst ca. 15 Jahre zählt, kämpft mehrere Tage mit ihm und schlägt ihm den Kopf ab. Das Mädchen, das sich als Frau Saelde vorstellt, nimmt Abschied.

## Zur literarischen Ausgestaltung
Das Besondere dieses Dietrichabenteuers ist das Motiv des verschmähten Liebhabers, der die spröde Geliebte jagt, um sie zu töten. Dieser Erzähltypus findet sich auch in der achten Novelle von Boccaccios Decameron. In anderen Dietrichepen (Eckenlied, Virginal) findet sich dieses Motiv auch, steht aber nicht im Zentrum. Allerdings gibt es eine Überlieferung aus Verona aus der ersten Hälfte des 14. Jahrhunderts, bei der Theoderich nach seiner Entrückung auf dem Teufelsroß in den Wäldern Nymphen verfolgt. Auch der Wunderer geht auf die Entrückung Dietrichs in einem Exkurs ein, erzählt sie aber anders: der Teufel habe Dietrich zu einem unbedachten Wort angestiftet und dieser sei darum im Alter in die wust Rumeney (Romagna?) entführt worden und müsse dort noch bis zum Jüngsten Tage mit Drachen kämpfen, um Buße zu tun. Damit wird die negative ältere Überlieferung der Weltchronik des Otto von Freising (1143–46) umgebogen, Dietrich sei auf einem Pferd sitzend zur Hölle gefahren, denn der entrückte Dietrich ist nicht in der Hölle, und er bekämpft das Böse (Drachen). Diese positive Umgestaltung geschieht wohl auch, um den Dietrich der alten Heldendichtung in eine neue Dichtung mit höfischer Haltung als positive Gestalt aufnehmen zu können.
Der Gestalt der Dame Saelde ist auch in anderer höfischer Literatur zu finden und ist eine Nachbildung der römischen Glücksgöttin Fortuna. Der Wunderer schreibt ihr auch übernatürliche Fähigkeiten zu: sie durchschaut jeden Menschen auf den ersten Blick, ihr Segen macht unbesiegbar, und sie kann sich in Windeseile von einem zum anderen Ort begeben. Darum wurden auch Verbindungen gezogen zu Volkserzählungen der Tiroler Volkssage (die feenhaften ‚Salgfrauen‘) oder der Schwester der Venus namens ‚Selga‘, die eine 1525 in Vorarlberg verhörte Wahrsagerin erwähnt. Allerdings sind solche Verbindungen spekulativ, und die Namensähnlichkeit lässt sich durch voneinander unabhängige Überlieferung der Fortunagestalt in Sage und Märchen erklären.
Im Unterschied zu der Darstellung in Goldemar wird Dietrichs Eintreten für die Verfolgte nicht durch Minne motiviert, sondern durch die ritterliche Verpflichtung zum Schutz von Verfolgten. Trotzdem gehört der Wunderer mehr zur höfischen Dichtung als zur älteren Heldendichtung, bei der ein Kampf auch ohne einen solchen Grund, einfach um sich zu messen, geführt wird.